# 대한민국의 특정도서 (제1호 ~ 제100호)
특정도서(特定島嶼)는 대한민국에서 《독도 등 도서지역의 생태계보전에 관한 특별법》에 따라 사람이 거주하지 아니하거나 극히 제한된 지역에만 거주하는 섬으로서 자연생태계·지형·지질·자연환경이 우수한 섬을 환경부장관이 지정하여 고시한 도서이다.

## 지정 목록

### 제1호 ~ 제100호
| 지정번호 | 도서명                | 지정사유 | 면적(m2) | 소재지                                                                        | 행정 구역 | 지정년도  | 지정년도 |
| -------- | --------------------- | --- | -------- | ----------------------------------------------------------------------------- | --------- | --------- | -------- |
| 1        | 독도                  | - 독특한 자연환경 유지 - 해양생물상이 다양하고 풍부                                                                            | 187,554  | 경북 울릉군 울릉읍 독도리 1~96                                                | 경북      | '00.09.05 | 1차      |
| 2        | 우도                  | - 주변 간석지 매우 발달 - 희귀식물인 석위 대규모 분포 - 범게 대량서식 등 해양생물 다양성 풍부                                  | 211,537  | 인천 강화군 서도면 말도리 산88, 산90~96                                       | 인천      | '00.09.05 | 1차      |
| 3        | 비도                  | - 괭이갈매기 집단 번식지 | 2,380    | 인천 강화군 서도면 말도리 산 89                                               | 인천      | '00.09.05 | 1차      |
| 4        | 석도                  | - 멸종위기생물 매, 저어새 번식지 - 식생의 자연성이 높음                                                                        | 1,190    | 인천강화군 서도면 주문1리 산3                                                 | 인천      | '00.09.05 | 1차      |
| 5        | 수리봉                | - 멸종위기생물 저어새 및 검은머리물떼새 서식 - 혼합 활엽수림의 자연성이 높음                                                   | 5,157    | 인천 강화군 서도면 아차도리 산50                                              | 인천      | '00.09.05 | 1차      |
| 6        | 수시도                | - 백사장 잘 발달 - 멸종위기생물 노랑부리백로 서식                                                                              | 5,455    | 인천 강화군 서도면 주문1리 산2                                                | 인천      | '00.09.05 | 1차      |
| 7        | 분지도                | - 큰 갯벌과 모래펄 형성 - 멸종위기생물 저어새, 노랑부리백로 서식                                                               | 35,901   | 인천강화군 서도면 주문2리 산296                                               | 인천      | '00.09.05 | 1차      |
| 8        | 소송도                | - 식생의 자연성과 종다양성이 높음 - 멸종위기생물 검은머리물떼새 번식지 - 담수와 해수가 혼합되는 지역으로 담수성 해양생물 서식  | 2,071    | 인천 강화군 삼산면 매은리 산534                                               | 인천      | '00.09.05 | 1차      |
| 9        | 대송도                | - 식생의 자연성과 종다양성이 높음 - 멸종위기생물 검은머리물떼새 번식지 - 담수와 해수가 혼합되는 지역으로 담수성 해양생물 서식  | 13,951   | 인천 강화군 삼산면 매은리 산534                                               | 인천      | '00.09.05 | 1차      |
| 10       | 신도                  | - 멸종위기생물 매 서식 - 멸종위기생물 노랑부리백로 집단번식지                                                                  | 3,623    | 인천 옹진군 북도면 장봉리 산297                                               | 인천      | '00.09.05 | 1차      |
| 11       | 어평도                | - 멸종위기 생물 노랑부리백로 서식 - 관목형 혼합 활엽수림의 자연성 우수                                                         | 146,578  | 인천 옹진군 영흥면 외리 산259, 산260                                          | 인천      | '00.09.05 | 1차      |
| 12       | 뭉퉁도                | - 멸종위기생물 물수리 번식지 - 괭이갈매기 번식지                                                                               | 5,112    | 인천 옹진군 자월면 자월리 1579, 산368, 산369                                  | 인천      | '00.09.05 | 1차      |
| 13       | 소초지도              | - 식생 보존상태 우수 | 35,702   | 인천 옹진군 자월면 자월리 산331                                               | 인천      | '00.09.05 | 1차      |
| 14       | 할미염                | - 멸종위기생물 노랑부리백로 서식하고, 가마우지 집단 서식                                                                       | 458      | 인천 옹진군 자월면 자월리 1580                                                | 인천      | '00.09.05 | 1차      |
| 15       | 항도                  | - 식생이 비교적 잘 보존, 해양생물 다양하고 풍부                                                                                | 5,454    | 인천 옹진군 영흥면 선재리 산113                                               | 인천      | '00.09.05 | 1차      |
| 16       | 각흘도                | - 자연경관 우수, 희귀남방계 식물다양 - 멸종위기생물 매 번식지 - 관목형 혼합 활엽수림의 자연성 우수                             | 382,314  | 인천 옹진군 덕적면 서포리 산451                                               | 인천      | '00.09.05 | 1차      |
| 17       | 통각흘도              | - 멸종위기생물 노랑부리백로서식 - 식생의 자연성이 우수                                                                         | 9,223    | 인천 옹진군 덕적면 서포리 산493, 산494                                        | 인천      | '00.09.05 | 1차      |
| 18       | 소통각흘도            | - 멸종위기생물 노랑부리백로서식 - 식생의 자연성이 우수                                                                         | 4,959    | 인천 옹진군 덕적면 서포리 산489~산491                                         | 인천      | '00.09.05 | 1차      |
| 19       | 중통각흘도            | - 멸종위기생물 노랑부리백로서식 - 식생의 자연성이 우수                                                                         | 4,562    | 인천 옹진군 덕적면 서포리 산 492                                              | 인천      | '00.09.05 | 1차      |
| 20       | 부도                  | - 멸종위기 생물 매, 벌매, 물수리, 잿빛개구리매, 조롱이 서식 - 혼하 활엽수림 및 자연초지 우수                                   | 358,016  | 인천 옹진군 덕적면 백아리 산156, 산163                                        | 인천      | '00.09.05 | 1차      |
| 21       | 토끼섬                | - 초지의 자연성이 우수 | 4,661    | 인천 옹진군 덕적면 백아리 산177, 산178                                        | 인천      | '00.09.05 | 1차      |
| 22       | 광대도                | - 관목형 혼합 활엽수림 및 초지의 자연성이 우수                                                                                 | 29,951   | 인천 옹진군 덕적면 백아리 산170~175                                           | 인천      | '00.09.05 | 1차      |
| 23       | 상바지섬              | - 관목형 혼합활엽수림의 자연성 우수                                                                                            | 7,438    | 인천 옹진군 덕적면 울도리 산1                                                 | 인천      | '00.09.05 | 1차      |
| 24       | 중바지섬              | - 관목형 혼합활엽수림의 자연성 우수                                                                                            | 4,661    | 인천 옹진군 덕적면 울도리 산2                                                 | 인천      | '00.09.05 | 1차      |
| 25       | 하바지섬              | - 관목형 혼합활엽수림의 자연성 우수                                                                                            | 29,653   | 인천 옹진군 덕적면 울도리 산3                                                 | 인천      | '00.09.05 | 1차      |
| 26       | 멍애섬                | - 관목형 혼합 활엽수림 및 초지의 자연성이 우수                                                                                 | 36,397   | 인천 옹진군 덕적면 백아리 산169                                               | 인천      | '00.09.05 | 1차      |
| 27       | 홍도                  | - 지형·경관 매우 우수 - 초본식생이 우수 하고 야고·미륵냉이 등 희귀식물 다수서식 - 멸종위기생물 매 서식하고 괭이갈매기 집단번식 | 98,380   | 경남 통영시 한산면 매죽리 산54                                                | 경남      | '00.09.05 | 1차      |
| 28       | 어유도                | - 지형·경관이 우수 - 상록활엽수림 우수, 콩짜개덩굴, 야고군락 등 희귀식물 생육 - 흑비둘기·황조롱이 서식                         | 149,881  | 경남 통영시 한산면 매죽리 산55-1~5, 64~69, 68-1, 70-1, 70-2, 71, 72, 203      | 경남      | '00.09.05 | 1차      |
| 29       | 소지도                | - 지형·경관이 우수 - 멸종위기생물 매 서식                                                                                      | 40,212   | 경남 통영시 한산면 비진리 산202-1~9                                           | 경남      | '00.09.05 | 1차      |
| 30       | 좌사리도 (자사리도)   | - 지형·경관 매우 우수 - 자연식생이 발달 - 멸종위기생물 매 서식                                                                 | 68,628   | 경남 통영시 욕지면 동항리 산2~산5                                             | 경남      | '00.09.05 | 1차      |
| 31       | 외부지도              | - 지형·경관 우수 - 암벽식생 발달 및 희귀식물 생육 - 해양생물 다양                                                              | 104,661  | 경남 통영시 산양읍 연곡리 산199~산203, 산199-1, 산204-1, 산204-2, 산205~산211 | 경남      | '00.09.05 | 1차      |
| 32       | 소매물도일부 (등대도) | - 지형·경관 매우 우수 - 식생의 자연성이 높고 보전 상태 양호 - 멸종위기생물 매 서식                                             | 75,360   | 경남 통영시 한산면 매죽리 산65, 178-1, 178-2                                  | 경남      | '00.09.05 | 1차      |
| 33       | 세존도                | - 지형·경관 매우 우수 - 식생이 빈약하나 자연성이 높음 - 멸종위기생물 매 서식                                                   | 33,000   | 경남 남해군 상주면 상주리 산442                                               | 경남      | '00.09.05 | 1차      |
| 34       | 소치도                | - 지형·경관 우수 - 상록활엽수림의 자연성이 우수 - 멸종위기생물 매 서식                                                         | 35,546   | 경남 남해군 상주면 상주리 산444                                               | 경남      | '00.09.05 | 1차      |
| 35       | 사도                  | - 지형·경관 매우 우수 - 식생상태 양호 및 상록수림 분포                                                                         | 30,744   | 경남 남해군 미조면 미조리 산391, 산392                                        | 경남      | '00.09.05 | 1차      |
| 36       | 죽암도 (미도)         | - 지형·경관 매우 우수 - 상록활엽수림 우수                                                                                      | 50,281   | 경남 남해군 미조면 미조리 산164~산166, 산167-1~4, 산168                       | 경남      | '00.09.05 | 1차      |
| 37       | 목도 (부도)           | - 지형·경관 우수 - 해송이 울창하고 자연식생이 우수 - 해양 생물매우다양                                                         | 16,860   | 경남 남해군 상주면 상주리 산440                                               | 경남      | '00.09.05 | 1차      |
| 38       | 고도                  | - 지형·경관 우수 - 섬 전체의 자연성 우수                                                                                       | 45,620   | 경남 남해군 미조면 미조리 산209-1~산209~3, 1277                               | 경남      | '00.09.05 | 1차      |
| 39       | 마안도                | - 지형·경관 우수 - 상록활엽수림 우수 및 팔손이나무 북한계선 - 해양생물이다양                                                   | 130,914  | 경남 남해군 미조면 송정리 산 369-1~산369-6, 산370                             | 경남      | '00.09.05 | 1차      |
| 40       | 병풍도                | - 지형 경관이 매우 우수 - 상록활엽수림 등 자연식생 우수 - 멸종위기생물 매 및 슴새 서식 - 해양생물이 다양하고 풍부              | 560,530  | 전남 진도면 조도면 동거차도리 산16, 산17                                      | 전남      | '00.09.05 | 1차      |
| 41       | 행금도                | - 지형·경관 우수 - 동백나무, 후박나무 등 상록활엽수림 우수 - 해양생물상이 다양하고 풍부                                        | 56,333   | 전남 진도군 조도면 독거도리 산101, 산 102                                     | 전남      | '00.09.05 | 1차      |
| 42       | 탄항도                | - 지형·경관 우수 - 상록활엽수림 및 암벽식생이 우수 - 천연기념물 흑비둘기 서식                                                  | 13,326   | 전남 진도군 조도면 독거도리 산103                                             | 전남      | '00.09.05 | 1차      |
| 43       | 납태기도 (서대기도)   | - 지형·경관 우수 - 후박나무 등 상록활엽수림 우수 - 흑비둘기 서식 - 해양생물상이 다양하고 풍부                                  | 66,967   | 전남 진도군 조도면 독거도리 산107                                             | 전남      | '00.09.05 | 1차      |
| 44       | 백야도                | - 지질·지형이 특이하고 경관이 우수 - 초지 등 자연식생이 발달 - 해양생물다양성 풍부                                             | 62,678   | 전남 진도군 조도면 여미리 산209                                               | 전남      | '00.09.05 | 1차      |
| 45       | 목도                  | - 특직정인 경관 및 지형·경관 우수 - 암벽 식생이 우수 - 멸종위기생물 물수리 서식 - 해양생물 다양성이 풍부                       | 112,330  | 전남 고흥면 도화면 지죽리 산111, 산111-1, 산111-2, 산112, 산112-1             | 전남      | '00.09.05 | 1차      |
| 46       | 대항도                | - 지형·경관 우수 - 상록활엽수림(후박나무) 매우 발달 - 해양생물다양성 풍부                                                      | 69,819   | 전남 고흥군 봉래면 예내리 산1-1, 산2, 산2-1, 26-1~4                           | 전남      | '00.09.05 | 1차      |
| 47       | 곡두도                | - 지형·경관 우수 - 상록활엽수림 및 초지군락의 자연성 우수 - 멸종위기생물 매 서식                                               | 54,040   | 전남 고흥군 봉래면 외초리 산316, 산316-1, 산317, 산317-1                      | 전남      | '00.09.05 | 1차      |
| 48       | 나무섬 (상목도)       | - 멸종위기생물 노랑부리백로 집단서식지 - 백로(쇠백로, 중백로, 중대백로), 왜가리, 해오라기 집단서식지                           | 8,331    | 충남 보령시 오천면 효자도리 산1                                               | 충남      | '02.05.01 | 2차      |
| 49       | 납작도                | - 멸종위기생물 검은머리물떼새 서식 - 해안무척추동물 생물다양성 풍부                                                            | 11,306   | 충남 보령시 오천면 삽시도리 산45                                              | 충남      | '02.05.01 | 2차      |
| 50       | 대길산도              | - 칼새 집단서식지 및 멸종위기생물 매 서식지 - 희귀 해조류인 분홍염주마디풀 서식 - 다양한 식물, 해조류 분포                     | 60,595   | 충남 보령시 오천면 녹도리 산12                                                | 충남      | '02.05.01 | 2차      |
| 51       | 대청도                | - 희귀조류인 큰부리밀화부리 서식, 흑로 및 중백로 서식 - 가마우지 집단 서식지                                                   | 286,017  | 충남 보령시 오천면 외연도리 산451                                             | 충남      | '02.05.01 | 2차      |
| 52       | 오도                  | - 상록활엽수림(동백나무, 참식나무군락) 발달하고 식물상 다양 - 멸종위기생물 구렁이 및 천연기념물 새매 서식                      | 301,690  | 충남 보령시 오천면 외연도리 산457, 산462, 399~405                             | 충남      | '02.05.01 | 2차      |
| 53       | 추도 (기름암포함)     | - 멸종위기생물 검은머리물떼새 및 칼새 서식지 - 멸종위기생물 저어새 및 노랑부리백로 서식                                        | 20,763   | 충남 보령시 오천면 녹도리 산3, 산30                                           | 충남      | '02.05.01 | 2차      |
| 54       | 횡견도                | - 경관수려 - 상록활엽수림(100년생동백나무) 발달 - 보호야생동물 팔색조 서식지                                                   | 513,539  | 충남 보령시 오천면 외연도리 406~459, 산463, 산482, 산521, 산522               | 충남      | '02.05.01 | 2차      |
| 55       | 진섬                  | - 상록활엽수림(모밀잣밤나무) 분포 - 식물구계학적으로 남해안식물대를 대표 - 남해안 해조류군집의 전형                            | 164,107  | 전남 완도군 신지면 월양리 산372                                               | 전남      | '02.05.01 | 2차      |
| 56       | 혈도                  | - 해식동 발달 및 천연교(橋) 형성 - 경관수려 - 후박나무 등 상록활엽수림 발달                                                    | 53,455   | 전남 완도군 신지면 동고리 산7-4                                               | 전남      | '02.05.01 | 2차      |
| 57       | 갈마도                | - 해식동 및 상록활엽수림 발달 - 칼새 집단번식지 - 자연경관이 우수                                                              | 38,777   | 전남 완도군 신지면 동고리 산7-2                                               | 전남      | '02.05.01 | 2차      |
| 58       | 불근도                | - 상록활엽수림군락 및 초지군락 발달 - 경관수려 - 괭이갈매기, 민물가마우지 등 서식조류 다양                                     | 102,545  | 전남 완도군 청산면 모도리 산631                                               | 전남      | '02.05.01 | 2차      |
| 59       | 섬어두지 (어두도)     | - 특정식물 및 상록수종 다양 - 해안무척추동물 풍부 - 파식대, 용식공 발달                                                        | 114,147  | 전남 완도군 약산면 해동리 산1-1, 산1-2, 산1-3, 산1-4, 산1-5                   | 전남      | '02.05.01 | 2차      |
| 60       | 원도2 (두롱섬)        | - 4층구조의 곰솔군락, 굴참나무군락 형성 - 고란초(보호야생식물)), 자란, 홍도원추리 등 서식 - 족제비 및 소형설치류서식           | 205,091  | 전남 완도군 고금면 덕동리 산77, 산79, 산80, 산81, 산82-1, 산83-1, 산83-2      | 전남      | '02.05.01 | 2차      |
| 61       | 다라지도 (낙타섬)     | - 파식대, 시스택, 암탑, 해식동 등 지형·경관이 우수 - 상록활엽수림 등 식생 우수 - 해조류 풍부                                   | 6,473    | 전남 완도군 금일읍 장원리 산97                                                | 전남      | '02.05.01 | 2차      |
| 62       | 대병풍도              | - 후박나무, 동백나무, 돈나무 등 난대림 수종 발달                                                                               | 84,940   | 전남 완도군 금일읍 사동리 산258                                               | 전남      | 02.05.01  | 2차      |
| 63       | 소다랑도              | - 자금우 및 보호야생식물인 고란초 서식 - 조간대 발달 및 해조류 풍부                                                            | 19,636   | 전남 완도군 금일읍 사동리 산150-1                                             | 전남      | '02.05.01 | 2차      |
| 64       | 대칠기도              | - 파식대 및 해식동굴 발달, 지형·경관 우수 - 다양한 해안동물 서식 및 국내 미기록종 바다나리류 발견 - 조간대 발달 및 해조류 풍부 | 28,812   | 전남 완도군 금일읍 장정리 산359                                               | 전남      | '02.05.01 | 2차      |
| 65       | 중칠기도              | - 파식대 및 해식동굴 발달, 지형·경관 우수 - 다양한 해안동물 서식 및 국내 미기록종 바다나리류 발견 - 조간대 발달 및 해조류 풍부 | 10,980   | 전남 완도군 금일읍 장정리 산360                                               | 전남      | '02.05.01 | 2차      |
| 66       | 소칠기도              | - 파식대 및 해식동굴 발달, 지형·경관 우수 - 다양한 해안동물 서식 및 국내 미기록종 바다나리류 발견 - 조간대 발달 및 해조류 풍부 | 3,099    | 전남 완도군 금일읍 장정리 산358                                               | 전남      | '02.05.01 | 2차      |
| 67       | 비도                  | - 파식대, 타포니 발달로 지형·경관 수려 - 자금우 등 특정식물서식 및 초본층 발달                                                 | 10,747   | 전남 완도군 금일읍 척치리 산519                                               | 전남      | '02.05.01 | 2차      |
| 68       | 송도                  | - 지형·경관이 매우 우수 - 상록활엽수림(모밀잣나무, 구실잣밤나무)군락 발달 - 소형포유류, 족제비 서식추정                        | 197,156  | 전남 완도군 금일읍 충동리 산402~산408                                         | 전남      | '02.05.01 | 2차      |
| 69       | 소사도 (거북섬)       | - 해식동, 타포니 발달로 지형·경관 매우 우수 - 식생상태 양호 - 전체적인 자연성이 높음                                           | 28,908   | 전남 완도군 금일읍 충동리 산615                                               | 전남      | '02.05.01 | 2차      |
| 70       | 대사도                | - 파식대, 타포니 발달로 지형·경관 우수 - 임상우수 - 해안무척추동물 미기록종 발견 및 해조류 다양                                | 70,911   | 전남 완도군 금일읍 충동리 산616                                               | 전남      | '02.05.01 | 2차      |
| 71       | 재도                  | - 파식대, 해식동 등 지형·경관이 매우 수려 - 천연기념물 황조롱이 서식 - 해조류 풍부                                             | 9,894    | 전남 완도군 금당면 가학리 산145, 산149                                        | 전남      | '02.05.01 | 2차      |
| 72       | 중화도                | - 자란 집단 서식지 - 풍화혈 발달로 지형·경관 매우 우수 - 멸종위기생물 구렁이 서식                                              | 31,784   | 전남 완도군 금당면 육산리 산302                                               | 전남      | '02.05.01 | 2차      |
| 73       | 소화도                | - 대규모 자란서식, 기타타래난초, 병아리난초, 닭의난초 등 다양한 난과식물 서식지 - 해안동물 및 해조류 풍부                      | 22,810   | 전남 완도군 금당면 육산리 산301                                               | 전남      | '02.05.01 | 2차      |
| 74       | 대연포초도            | 삭제 (환경부고시'04-154호, 2004.10.9)                                                                                          |          |                                                                               |           | '02.05.01 | 2차      |
| 75       | 소연포초도            | - 특이경관(피라미드형) 및 육계사주 존재 - 중백로, 칼새, 왜가리 서식                                                            | 1,587    | 전남 해남군 북평면 평암리 산174                                               | 전남      | '02.05.01 | 2차      |
| 76       | 송도                  | - 검은머리물떼새 서식 - 다양한 해안무척추동물 및 해조류서식                                                                    | 7,537    | 전남 해남군 황산면 옥동리 산75                                                | 전남      | '02.05.01 | 2차      |
| 77       | 갈도                  | - 특이한 암반구조 및 경관 우수 - 다양한 해안무척추동물 서식 및 생물량 풍부                                                     | 32,430   | 전남 해남군 송지면 어란리 산50-1, 산50-2, 산51                                | 전남      | '02.05.01 | 2차      |
| 78       | 채도                  | - 거머리말 대규모 군락지 - 수리부엉이(보호야생동물) 서식 및 해안동물 다양성 풍부 - 해식애, 사취, 파식대 등 다양한 미지형 보유  | 28,264   | 경남 하동군 금남면 중평리 산7                                                 | 경남      | '02.05.01 | 2차      |
| 79       | 악도 (장구섬)         | - 수려한 자연경관 - 중생대 담수조개 화석존재로 학술적가치 높음 - 멸종위기생물 검은머리물떼새 서식                              | 5,455    | 경남 하동군 금남면 중평리 산6                                                 | 경남      | '02.05.01 | 2차      |
| 80       | 혈도                  | - 해식동 발달 - 거머리말 군락 발달 - 해조류 및 해안무척추동물상 풍부                                                           | 1,686    | 경남 하동군 금남면 대치리 산129                                               | 경남      | '02.05.01 | 2차      |
| 81       | 마도                  | - 보호야생식물 고란초 군락지 - 조간대 발달로 겨울철새 중요 서식지 - 식물상 및 무척추동물 발달                                  | 61,785   | 경남 하동군 금성면 갈사리 산64~산68, 산70~산74                                | 경남      | '02.05.01 | 2차      |
| 82       | 소마도                | - 보호야생식물 고란초 군락지 - 조간대 발달로 겨울철새 중요 서식지 - 식물상 및 무척추동물 발달                                  | 11,114   | 경남 하동군 금성면 갈사리 산75-1, 산75-2                                      | 경남      | '02.05.01 | 2차      |
| 83       | 오동도                | - 다양한 식물 종 서식 - 조간대 발달로 겨울철새 중요 서식지 - 소나무노거수 분포                                                 | 4,264    | 경남 하동군 금성면 갈사리 산76                                                | 경남      | '02.05.01 | 2차      |
| 84       | 장도                  | - 소애, 파식대 등 경관수려 - 염생식물풍부 - 거머리말 군락지 및 해조류 다양                                                     | 17,368   | 경남 하동군 금남면 대도리 207                                                 | 경남      | '02.05.01 | 2차      |
| 85       | 토도 (토끼섬)         | - 갯잔디 밀생 및 수려한 경관 보유 - 거머리말 군락지 - 무척주동물 생육 우수                                                     | 21,818   | 경남 하동군 금남면 중평리 산1                                                 | 경남      | '02.05.01 | 2차      |
| 86       | 소첨도                | - 희귀식물인 모감주나무 군락지 - 거머리말군락 발달                                                                             | 2,777    | 경남 하동군 진교면 술상리 산133                                               | 경남      | '02.05.01 | 2차      |
| 87       | 오도                  | - 해식동 발달 - 두루미천남성 분포 - 매, 칼새, 섬개개비 번식지 - 다양한 삿갓조개류 서식                                         | 14,156   | 전남 신안군 자은면 고장리 산272                                               | 전남      | '02.08.08 | 3차      |
| 88       | 두리도                | - 해식동, 시스택 발달 - 예덕나무, 소사나무, 곰솔군락 등 식생안정 - 해양무척추동물 서식상태 양호                                | 119,765  | 전남 신안군 자은면 고장리 산219~산222                                         | 전남      | '02.08.08 | 3차      |
| 89       | 죽도                  | - 곰솔군락 식생 양호 - 화산역, 화산사, 화산회분포                                                                              | 20,430   | 전남 신안군 자은면 고장리 산263                                               | 전남      | '02.08.08 | 3차      |
| 90       | 원도                  | - 곰솔군락 등 안정된 식생 - 희귀식물인 보춘화 서식                                                                             | 17,653   | 전남 신안군 자은면 면전리 산90                                                | 전남      | '02.08.08 | 3차      |
| 91       | 진목도                | - 파식대, 풍혈지형 발달 - 습지식물군락 형성 - 보춘화, 모감주나무, 자란 등 서식                                                 | 149,157  | 전남 신안군 암태면 신석리 산296, 산297, 산298, 산298-1                        | 전남      | '02.08.08 | 3차      |
| 92       | 왼섬                  | - 사빈해안, 풍혈지형, 파식대 발달 - 해안무척추동물 서식상태 양호                                                               | 104,132  | 전남 신안군 암태면 수곡리 산135~산138                                         | 전남      | '02.08.08 | 3차      |
| 93       | 소정섬                | - 파식대, 사구지형, 사취지형 발달 - 희귀식물인 자란, 닭의난초, 왕자귀나무 서식                                                 | 60,347   | 전남 신안군 압해면 고이리 산345, 산346                                        | 전남      | '02.08.08 | 3차      |
| 94       | 대정섬                | - 왕자귀나무, 모새나무 등 식생양호 - 풍혈지형 발달 - 희귀식물인 난초 서식                                                      | 71,108   | 전남 신안군 압해면 고이리 산347~산350                                         | 전남      | '02.08.08 | 3차      |
| 95       | 역도                  | - 곰솔, 소사나무 등 식생양호 - 풍혈지형, 해식노치 발달 - 희귀식물인 보춘화, 두루미천남성 서식                                  | 265,190  | 전남 신안군 압해면 송공리 산232                                               | 전남      | '02.08.08 | 3차      |
| 96       | 소허사도              | - 해식동, 타포니 형성 - 희귀식물 섬향나무 다수 서식                                                                            | 242,459  | 전남 신안군 임자면 재원리 산358                                               | 전남      | '02.08.08 | 3차      |
| 97       | 육타리도              | 삭제 (환경부고시'04-194호, 2004.12.24)                                                                                         |          |                                                                               |           | '02.08.08 | 3차      |
| 98       | 매섬                  | - 풍혈 지형 발달 - 멸종위기생물 검은머리물떼새 번식 - 노루귀, 순비기나무, 산제비란 서식                                        | 13,763   | 전남 신안군 임자면 이흑암리 225                                               | 전남      | '02.08.08 | 3차      |
| 99       | 부남섬                | - 해식애, 해식동 발달 - 해양무척추동물 서식상태 양호                                                                           | 96,507   | 전남 신안군 지도읍 당촌리 산278                                               | 전남      | '02.08.08 | 3차      |
| 100      | 대섬                  | - 해송군락 식생양호 - 멍석딸기 군락 서식 - 화산각력암과 응회암이 교대로 나타나는 지형                                          | 102,942  | 전남 신안군 증도면 방축리 산334                                               | 전남      | '02.08.08 | 3차      |